# Martin Redmayne, Baron Redmayne
Martin Redmayne, Baron Redmayne PC DSO TD (* 16. November 1910; † 28. April 1983) war ein britischer Politiker der Conservative Party, der sechzehn Jahre lang Abgeordneter des House of Commons war und 1966 als Life Peer Mitglied des House of Lords wurde.

## Leben

### Zweiter Weltkrieg und Unterhausabgeordneter
Redmayne, Sohn eines Bauingenieurs und Landwirts, absolvierte seine schulische Ausbildung am Radley College. Während des Zweiten Weltkrieges leistete er seinen Militärdienst in der British Army und fand 1943 unter anderem Verwendungen in Italien. 1944 wurde er für seine militärischen Verdienste mit dem Distinguished Service Order und war zunächst Kommandeur des 14. Bataillon der Sherwood Foresters, ehe er zuletzt zwischen 1944 und 1945 Kommandeur (Commanding Officer) der 66. Infanteriebrigade war und mit dieser an Gefechtseinsätzen in Italien und im Nahen Osten teilnahm. 1945 wurde ihm der Rang eines Ehren-Brigadiers (Honorary Brigadier) verliehen.
Bei den Unterhauswahlen vom 23. Februar 1950 wurde Redmayne als Kandidat der konservativen Tories erstmals zum Abgeordneten in das House of Commons gewählt und vertrat dort bis zu seinem Verzicht auf eine erneute Kandidatur bei den Unterhauswahlen am 31. März 1966 den Wahlkreis Rushcliffe.

### Aufstieg zum Chief Government Whip und Oberhausmitglied
Nach dem Wahlsieg der Conservative Party bei den Unterhauswahlen am 25. Oktober 1951 übernahm er bis zur Niederlage seiner Partei bei den Unterhauswahlen am 15. Oktober 1964 zahlreiche Funktionen: Zunächst wurde Tremayne, der 1952 mit der Territorial Decoration ausgezeichnet wurde, 1951 Parlamentarischer Geschäftsführer der Regierungsfraktion (Government Whip) und war zwischen 1953 und 1959 Lordkommissar des Schatzamtes (Lord Commissioner of HM Treasury). Zugleich fungierte er von 1955 bis 1959 als stellvertretender Parlamentarischer Hauptgeschäftsführer (Deputy Government Chief Whip), ehe er 1959 als Nachfolger von Edward Heath Parlamentarischer Hauptgeschäftsführer (Government Chief Whip) sowie zeitgleich Parlamentarischer Sekretär des Schatzamtes (Parliamentary Secretary to the Treasury) wurde. Beide Ämter hatte er bis zum Wahlsieg der Labour Party bei den Unterhauswahlen am 15. Oktober 1964 inne und wurde 1959 auch Privy Councillor.
Tremayne wurde am 29. Dezember 1964 der erbliche Titel Baronet, of Rushcliffe in the County of Nottinghamshire, verliehen. Zuletzt wurde er nach seinem Ausscheiden aus dem House of Commons durch ein Letters Patent vom 10. Juni 1966 zum Life Peer gemäß dem Life Peerages Act 1958 mit dem Titel Baron Redmayne, of Rushcliffe in the County of Nottinghamshire, erhoben und gehörte damit bis zu seinem Tod dem House of Lords als Mitglied an.
Während sein Titel als Baron mit seinem Tode erlosch, wurde sein Sohn Nicholas John Redmayne nach seinem Tod Erbe des Titels als 2. Baronet.